# لوتس اسبريت
لوتس اسبريت (بالإنجليزية: Lotus Esprit)‏ هي سيارة من تصنيع شركة لوتس (سيارات).